# Bougaa
Bougaa (în arabă بوقاعة) este o comună din provincia Sétif, Algeria.
Populația comunei este de 30.987 de locuitori (2008).